# Distretto biomedicale di Mirandola
Il distretto biomedicale di Mirandola è un'agglomerazione di imprese del settore biomedico, specializzate nella produzione di dispositivi medici quali apparecchiature e prodotti monouso (cosiddetti disposable) per applicazioni terapeutiche, situate nella zona di Mirandola e in alcuni comuni limitrofi come Medolla, Concordia sulla Secchia, Cavezzo, San Felice sul Panaro, San Possidonio e San Prospero. Inoltre numerose imprese del settore biomedico hanno avviato la propria produzione anche a Poggio Rusco, nel mantovano, comune a pochi chilometri a nord di Mirandola.
Il distretto biomedicale di Mirandola è considerato il più importante del settore in Europa e terzo nel mondo, dopo quello di Minneapolis e Los Angeles negli Stati Uniti d'America: per tale motivo la zona è chiamata la "Silicon Valley italiana del biomedicale".
Il territorio mirandolese vide negli anni 1970 una grande affluenza industriale in ambito biomedico, assistendo alla nascita di numerose aziende specializzate nella produzione di dispositivi biomedici monouso (disposable): l'area a grande densità industriale che stava prendendo vita è divenuta l'anima del distretto biomedico attuale, ancora in espansione. Nel corso degli anni ottanta e novanta, il numero delle aziende nel suddetto territorio è cresciuto considerevolmente, portando la specializzazione produttiva a livelli molto alti.
Nel 2010, in previsione del cinquantesimo anniversario della nascita della prima azienda biomedica (2012), è stato costituito un museo specializzato nella storia e nei primi prodotti del distretto biomedico mirandolese che ha sede nel centro storico della città.
Le numerose aziende del distretto ora si rivolgono a un amplissimo ventaglio di aree sanitarie, tra le quali spiccano emodialisi, cardiochirurgia, anestesia e rianimazione, aferesi e plasmaferesi, trasfusione, nutrizione, ginecologia. La specializzazione produttiva delle imprese del distretto biomedico di Mirandola riguarda i prodotti plastici monouso (disposable) per uso medico e le apparecchiature per dialisi, cardiochirurgia, trasfusione e altri impieghi sanitari. La produzione di disposable costituisce una quota superiore all'80% del totale, mentre un 13% è costituito da quella delle apparecchiature biomediche. Nel distretto si realizzano sia prodotti finiti sia i componenti necessari per realizzare i disposable.

## Storia

### Nascita e sviluppo

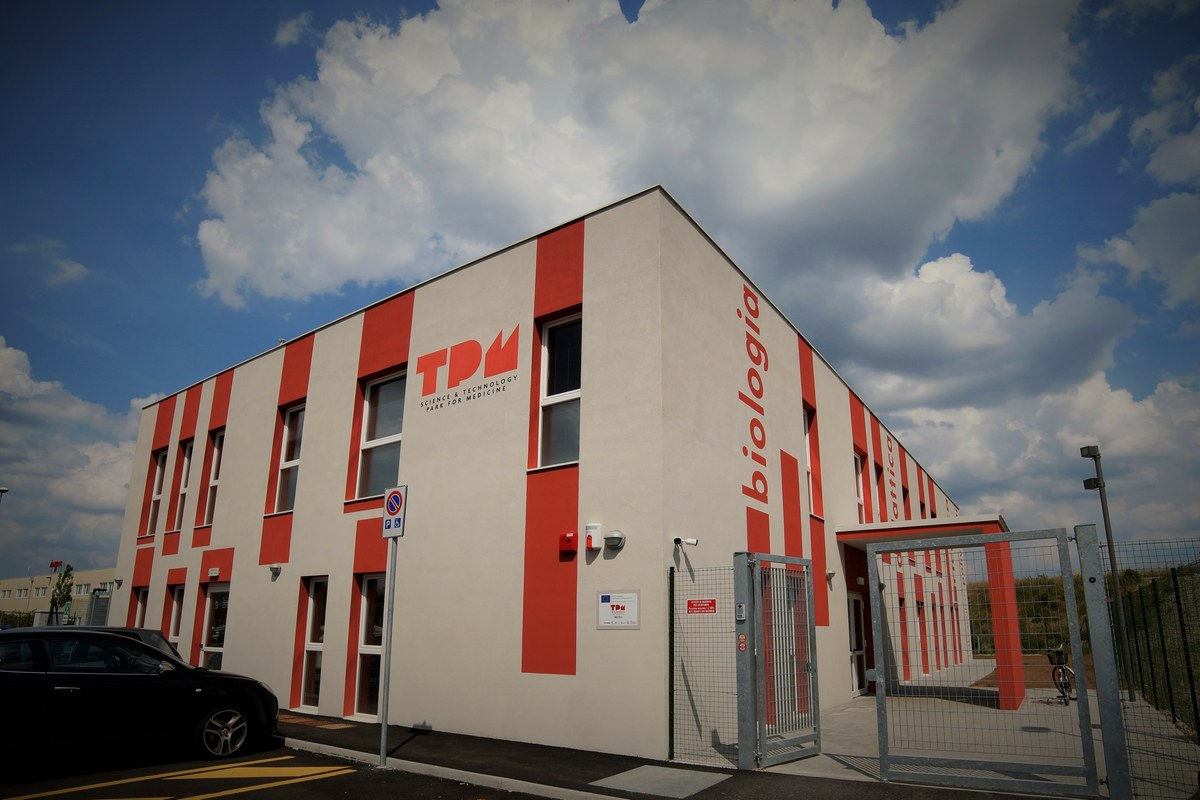
Tecnopolo TPM - Technology Park for Medicine (Mirandola)

Il distretto è nato negli anni sessanta, grazie all'iniziativa di Mario Veronesi, un farmacista che intuì le potenzialità del mercato di prodotti monouso per uso medico. Nella sua piccola officina di assemblaggio, (Miraset, con solo tre dipendenti), studiò e sviluppò un nuovo prototipo di rene artificiale, uno dei più sofisticati tra i pochi che venivano prodotti.
Da questo primo nucleo, tecnici e investitori (tra cui lo stesso Veronesi) si staccarono più volte per dare vita a propri progetti imprenditoriali e fondare altre imprese.
A partire dal 2000 il favorevole andamento economico di queste imprese ha attirato l'interesse di investitori stranieri e delle grandi multinazionali attratte dalle capacità tecnologiche della zona, dando luogo a numerosi passaggi di proprietà ed a fenomeni di concentrazione industriale e contribuendo allo sviluppo locale.
Ne è risultato un tessuto imprenditoriale caratterizzato da una forte proiezione verso i mercati esteri e, parallelamente, da una tendenza alla concentrazione delle attività strategiche e di carattere innovativo, a cui si è accompagnata l'ampia diffusione di attività di servizi e realizzazione di lavorazioni, che vengono decentrate all'esterno ed affidate a piccole imprese locali.

### Il terremoto del 2012

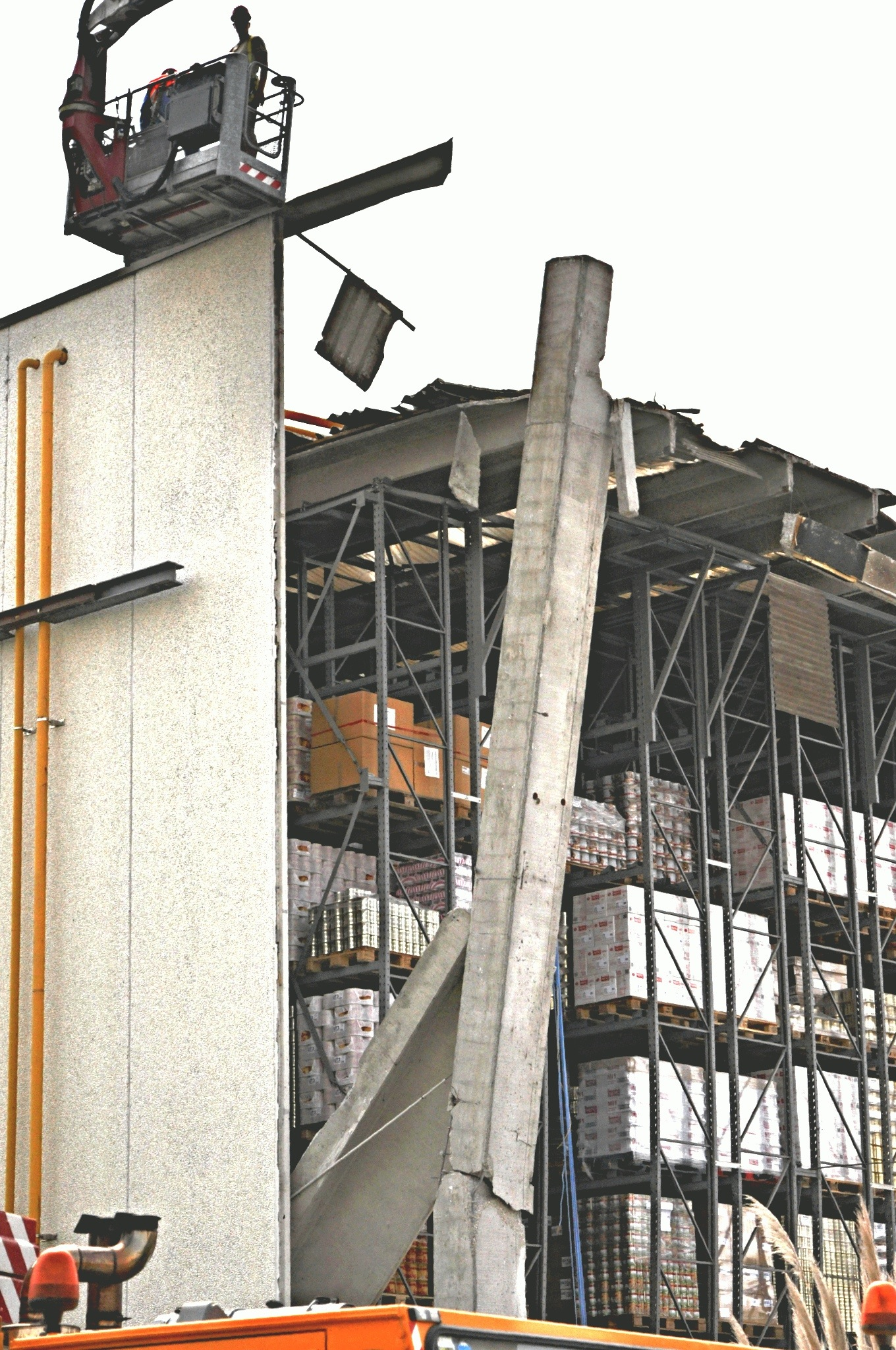
Capannone industriale di Mirandola danneggiato dal terremoto dell'Emilia del 2012

Nel maggio del 2012 una serie di terremoti ha devastato, insieme ad altri centri emiliani, la fascia di pianura della provincia di Modena, specialmente Mirandola e i comuni vicini. Il distretto ha subito gravissimi danni sin dal 20 maggio, aggravati poi dalla devastante scossa di magnitudo 5.8 del 29 maggio, il cui epicentro fu ad appena 2 km dalla zona industriale di San Giacomo Roncole e causò la morte di 4 persone schiacciate dalle macerie delle aziende Aries e BBG.
Nonostante i gravissimi disagi, le aziende del distretto hanno cercato di ripartire da sole subito per non interrompere la produzione. Il fatto che molte grandi aziende appartenessero a gruppi industriali internazionali e che molti capannoni fossero coperti da assicurazione contro gli eventi naturali (inclusi quelli sismici) ha fatto sì che le risorse finanziarie necessarie per poter ricostruire e ripartire fossero reperite in tempi più rapidi rispetto agli aiuti promessi dallo Stato. In base ad un'indagine del 2015, solo il 16,4% delle aziende aveva ricevuto un risarcimento statale a 3 anni di distanza dal sisma.
Già nel 2014 non si faceva più uso della cassa integrazione, mentre tra il 2015 e il 2016 il 90% delle aziende biomedicali del distretto erano tornate a pieno regime, con anche un aumento della produzione rispetto alla situazione precedente il terremoto.
Grazie ai fondi per la ricostruzione, il 10 gennaio 2015 è stato inaugurato all'interno del nuovo polo scolastico di Mirandola il Technology Park for Medicine (TPM), un parco scientifico-tecnologico per la ricerca su tossicologia, proteomica, microscopia applicata, biologia cellulare e materiali, sensori e sistemi.

## Caratteristiche del distretto
Nel distretto hanno sedi e stabilimenti più di 300 aziende (di cui un centinaio di medie e grosse dimensioni), per un totale di quasi 4 000 lavoratori.
I dati dell'Osservatorio sul settore biomedico del distretto mirandolese relativi all'anno 2000 riportavano un fatturato di circa 1.000 miliardi di lire e una quota di prodotto esportata pari a circa il 61%.. Nel 2003 la produzione dei disposable raggiunse un valore di 475 milioni di euro, mentre quella delle apparecchiature elettromedicali fu pari a 119 milioni di euro. Nel 2014 il fatturato delle sole esportazioni ammontava a circa 250 milioni di euro.
Il distretto è incluso tra i distretti tecnologici italiani, dove grazie alla specializzazione produttiva della zona, chiunque voglia intraprendere un'attività del settore è spinto a posizionarsi all'interno del distretto stesso. Questo diminuisce i costi dei trasporti e favorisce una migliore comunicazione tra i fornitori e le aziende del distretto. Nel caso del biomedico la caratteristica peculiare è l'alta incidenza delle esportazioni, problema che si affronta meglio quando le aziende sono collegate.

## Museo del biomedicale
La mostra permanente del biomedicale di Mirandola (Mobimed), inaugurata presso il Castello dei Pico nel 2010 e in seguito trasferita in via Focherini, è nata con la finalità di valorizzare, conservare e rendere accessibile a tutti il complesso di beni storici e scientifici del comparto mirandolese in merito al biomedico (macchine disposable). L'intenzione è quella di sottolineare la storia e le capacità creative/produttive del distretto sin dalla sua formazione, ovvero a metà degli anni sessanta.
Gli oggetti esposti vantano la propria provenienza dalle ditte biomediche stesse o da collezionisti privati. In esposizione si trovano vere e proprie rarità, come il rene artificiale di tipo Kiil, venduto dalla Dasco alla fine degli anni sessanta. All'ingresso una serie di pannelli illustrativi spiega la cronologia della nascita di tutte le aziende dal 1962 fino al 2012, fornendo anche approfondimenti e spiegazioni in merito alla realtà attuale del settore biomedico (con prodotti e servizi); si trova anche una sintesi della biografia del fondatore del biomedico, Mario Veronesi. L'ultima ala del museo è dedicata ai prodotti/servizi delle aziende locali, che si alternano in mostra, esponendo le loro ultime novità in ambito medico e scientifico.